# Сіватекайотль
Сіватекайотль (науатль Siwatekayotl, дос. «вітер, що дме з місця де живуть жінки») — в ацтекській міфології, бог західного вітру. Коли він дме холодом, усі збираються разом. Однак він корисний для моряків, оскільки він заспокоює воду, змушує каное рухатися вперед, а також освітлює небо.
Його братами є боги Тлалокайотль, Віцтлампаеекатль і Міктлонпачекатль, які уособлюють вітри із сходу, півдня та півночі відповідно.
Усі чотири брати перебувають під владою Еекатля, бога вітру і захисника Кетцалькоатля, а також під владою правителів усіх напрямків світу: Тецкатліпоки (північ), Шіпе-Тотека (схід), Кетцалькоатля (захід) і Віцилопочтлі (південь).